# Sabbio Chiese
Sabbio Chiese is een gemeente in de Italiaanse provincie Brescia (regio Lombardije) en telt 3435 inwoners (31-12-2004). De oppervlakte bedraagt 18,6 km², de bevolkingsdichtheid is 176 inwoners per km².
De volgende frazioni maken deel uit van de gemeente: Clibbio, Pavone, Sabbio.

## Demografie
Sabbio Chiese telt ongeveer 1339 huishoudens. Het aantal inwoners steeg in de periode 1991-2001 met 13,9% volgens cijfers uit de tienjaarlijkse volkstellingen van ISTAT.
| Jaar | Inwoneraantal |
| ---- | ------------- |
| 1991 | 2791          |
| 2001 | 3178          |

## Geografie
De gemeente ligt op ongeveer 277 m boven zeeniveau.
Sabbio Chiese grenst aan de volgende gemeenten: Barghe, Gavardo, Odolo, Preseglie, Provaglio Val Sabbia, Vallio Terme, Villanuova sul Clisi, Vobarno.